# Louis Campanello
Louis Campanello, född 7 januari 1915 i Oscars församling i Stockholm, död 10 maj 2007 i Örgryte församling i Göteborg, var en svensk jurist. Efter att i rollen som fastighetschef i Gävle stad ha ansvarat för förnyelsen av stadsdelen Söder i Gävle, var han drivande i innerstadssaneringen i Göteborg.
Campanello avlade studentexamen i Gävle 1934. Han blev juris kandidat vid Uppsala universitet 1938, avlade licence en droit i Paris 1940 och studerade ekonomisk geografi och förvaltningsrätt i Berlin samma år. Han genomförde tingstjänstgöring i Sydöstra Hälsinglands domsaga 1941–1944, blev stadsnotarie i Gävle 1944, fastighetsdirektör där 1947, verkställande direktör för Fastighets AB Göta Lejon i Göteborg 1960 och var fastighetsdirektör på fastighetskontoret i Göteborgs stad/kommun 1968–1980. 
Campanello var sakkunnig i statliga saneringsutredningen 1950–1954, näringslivets byggnadsutredning 1960–1964, ledamot av byggnadsforskningens samhällsplaneringsgrupp 1960, rådgivande nämnden i Näringslivets planinstitut 1964, fullmäktig i Städernas Allmänna Försäkringsbolag 1963, styrelsesuppleant i Västsveriges Allmänna Restaurang AB (VARA) 1964 samt deltog i internationella seminarier och grupparbeten. 
Campanello var sekreterare i generalplanekommittén i Gävle 1947–1953, i museinämnden och skogsnämnden 1949–1960, ombudsman i länsbostadsnämnden i Gävleborgs län 1948–1960, sekreterare i Stiftelsen Hyresbostäder i Gävle 1950–1960 samt ordförande i Stiftelsen Johan och Lotten Westergrens minne och principal i Adolf Grapes minne 1958–1960.
Han var under många år ordförande i föreningen Röhsska konstslöjdsmuseets vänner.

## Utmärkelser
- –1965 – Gävle stads förtjänstmedalj[8]
- 1969 – Riddare av Kungliga Nordstjärneorden[9]
- 1979 – Chevalier de l'ordre national du Mérite (Frankrike)[10]
- 1980 – Paul Harris Fellow medalj
- 1980 – Göteborg stads förtjänstmedalj
- 1991 – Röhsska museets medalj över Hjalmar Wijk[11]